# Türkische Lateinalphabete
Türkische Lateinalphabete sind eine Untergruppe der lateinischen Schrift, in der heute Turk- und andere vorderasiatische Sprachen wie Kurmandschi, Tscherkessische und Lasische geschrieben werden. Sie haben geschichtlich ältere Alphabete ersetzt, deren Vorläufer in den betreffenden Sprachen auch als Einheitliches Alphabet bezeichnet wurden. Die ursprüngliche Bezeichnung dieser Schriftsysteme – Einheitliches türkisches Alphabet – wurde aufgegeben, als sich auch nichttürkische Völker dem System anschlossen.

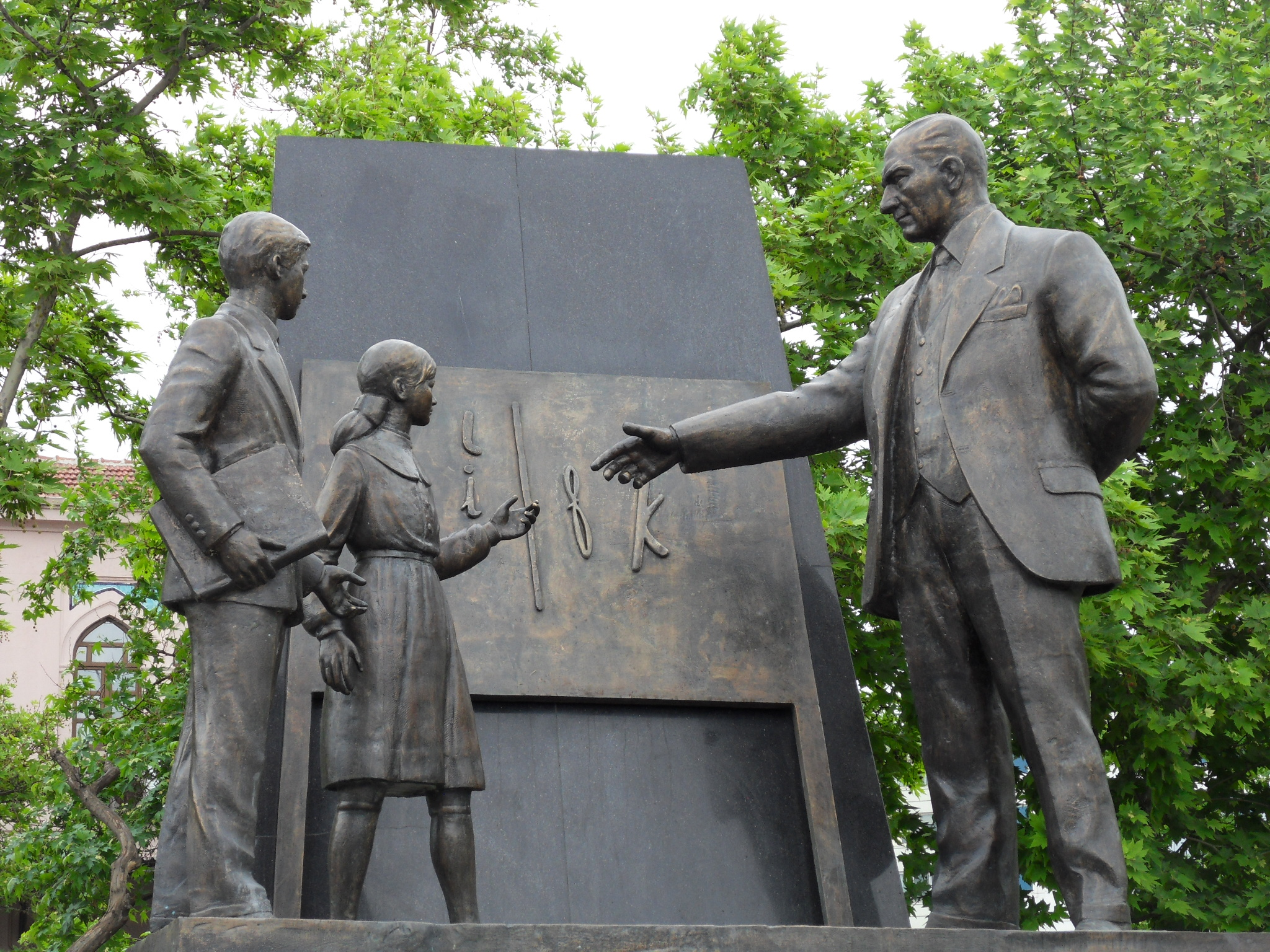
„Atatürk zeigt den Weg“ - Denkmal in Kadıköy, das der Einführung der Lateinschrift gewidmet ist

## Historische Entwicklung

### Vorgeschichte
Der in Georgien geborene aserbaidschanische Literat Mirzä Fätäli Axundov begann um 1850 im Alleingang, ein Latein-Alphabet für die Turkotataren Russlands zu entwickeln. 1863 befand er sich in Istanbul auf einem Kongress der Turanischen Gesellschaft und stellte dort sein fertiges Alphabet vor. Dieses fand jedoch nicht den erwünschten Anklang, sodass Axundov enttäuscht nach Georgien zurückkehrte. Dort reformierte er ab 1878 das arabische Alphabet.

### Entwicklung
Die in den späten 1920er Jahren zuerst in der Sowjetunion erstellten türkischen Alphabete unterschieden sich untereinander nur geringfügig. Sie wiesen nur einige für Turksprachen geeignete Modifikationen des klassischen lateinischen Alphabets auf, darunter ganz wenige kyrillische. Wegen zahlreicher Vorteile wurde diese Schriftform schon recht bald von den Turkvölkern und auch anderen Völkern der Sowjetunion übernommen. Das lateinische Alphabet war leicht zu erlernen und bereits weltweit stark verbreitet. Zudem bestand auch ein Vorteil gegenüber den arabischen Schriften, da nun jedem Laut ein eindeutiger Buchstabe zugeordnet war. Dadurch konnten auch Fremdsprachler einen Text so lesen, dass ihn ein Muttersprachler verstand. Auch den jeweiligen grammatikalischen Regeln kamen diese Alphabete sehr entgegen. Außerdem brauchten mehrsprachig aufwachsende Menschen, wie etwa Minderheiten, nur noch ein einheitliches Alphabet zu erlernen.
Das sogenannte einheitliche türkische Alphabet oder neue (türkische/turksprachige) Alphabet, oft kurz Jaꞑalif genannt, wurde ab 1922 in Baku, der Hauptstadt Aserbaidschans, für die Gemeinschaft der Turksprachen entwickelt. Vorher galt bei allen diesen Sprachen – soweit sie verschriftet waren – das persisch-arabische Alphabet. Nach dem Zusammenbruch des Zarenreiches 1917 wandten sich die russischen Tataren dem Westen zu; infolgedessen begann ab 1922 bei ihnen auch der Bruch mit den überlieferten arabisch-persischen Traditionen: Aserbaidschan führte als erstes von ihnen das einheitliche Alphabet für den amtlichen Schriftverkehr ein; ab dem Schuljahr 1924/25 wurde es allgemein verbindlich eingeführt. Ab 1924 wurde auch das Karatschai-Balkarische mit diesem Alphabet verschriftet; 1925 wurden auch für die übrigen Turkvölker des Nordkaukasus die Latinisierung in der Sowjetunion und Verschriftung ihrer Sprachen beschlossen.
In der Zeit vom 26. Februar bis zum 5. März 1926 fand in Baku ein Turkologenkongress statt. Es nahmen alle damaligen turkvölkischen Minderheiten der Sowjetunion teil. Besonders wurde von den Delegierten die Abordnung der Tschuwaschen begrüßt. Kongressvorsitzender war Samadagha Aghamalioghlu. Aus der Türkei nahmen zwei Mitarbeiter Kemal Atatürks, Mehmet Fuat Köprülü und Hüseyin Zade Ali Bey, am Kongress teil.
Sehr rasch bildeten sich drei Hauptrichtungen:
- Die „Traditionalisten“ oder Kadimtschilar unter Gamiljan Scharifow plädierten für die Beibehaltung der überlieferten arabischen Schrift. Damit sollte die weitere Zugehörigkeit zum persisch-arabischen Kulturraum gewährleistet werden.
- Die „Radikalen“ oder Dschadidisten unter Sultan Madschid Afandijew wünschten die rasche Ablösung der arabischen durch lateinische Schriftzeichen. Dadurch sollte die Modernisierung und Westanbindung der Turkvölker verdeutlicht werden.
- Die „Gemäßigten“ unter Ahmed Baytursun waren für beide Schriftsysteme; sie forderten für den internationalen und privaten Schriftverkehr die lateinische Schrift, während Gesetze und Werke der hohen Poesie und der Wissenschaft weiterhin in arabischen Schriftzeichen zu verfassen seien. Diese standen zwischen den ersten beiden Gruppen.

Schließlich konnten sich die Radikalen durchsetzen, und es wurde beschlossen, ein „Einheitliches/Neues türkisches Alphabet“ (Jaꞑalif) für alle Turkvölker einzuführen. In der Türkei wurde das Alphabet nach Modifikationen durch Atatürk 1928 unter dem Namen Neues türkisches Alphabet eingeführt (siehe unten).
Auch im internationalen Ausland setzte sich das lateinische Alphabet durch, das jedoch in fast allen Ländern geringfügig an die Aussprache angepasst wurde. Insbesondere Zischlaute und Vokale wurden oft mit Sonderzeichen oder Extraregelungen versehen. 1929 war die Latinisierung der Turksprachen, 1931 die der mongolischen Sprachen der UdSSR abgeschlossen, zur selben Zeit weiterer Minderheitensprachen in der Sowjetunion, darunter kaukasische Sprachen, finno-ugrische Sprachen und iranische Sprachen. Sie alle erhielten nur leicht modifizierte Varianten des Jaꞑalif, die in der sowjetischen Nationalpolitik Korenisazija flächendeckend gelehrt und verbreitet wurden. Weiter nördlich gelegene Sprachen, die bereits in kyrillischem Alphabet geschrieben wurden, beteiligten sich nicht daran, da dieses Alphabet bereits lautschriftlich war. Aber auch die Tschuwaschen nahmen nicht an der Latinisierung teil, sie verblieben als einziges Turkvolk Russlands beim kyrillischen Alphabet.
Doch schließlich beschloss die Moskauer Führung unter Josef Stalin, dass in allen nicht russischsprachigen Gebietsteilen der Sowjetunion ein obligatorischer Russischunterricht und für alle Sprachen in der UdSSR das kyrillische Alphabet eingeführt werden sollten. So wurde in den Jahren 1936 bis 1940 das einheitliche Alphabet in der UdSSR schrittweise wieder zurückgedrängt. Ausnahmen waren nur die baltischen Staaten und die Karelo-Finnische SSR, die im Gegensatz zu den anderen Unionsrepubliken weiterhin mit lateinischen Buchstaben schrieben.

## Neues türkisches Alphabet
Das Neue türkische Alphabet orientiert sich sehr an der klassischen Lateinschrift und kann daher von Europäern bei Kenntnis einiger weniger Besonderheiten mühelos gelesen werden. Die Entwicklung dieses Alphabets wird Atatürk selbst zugeschrieben, der dies bereits 1919 beim Nationalkongress in Erzurum als Ziel formuliert haben soll. Ihm ging das „Einheitliche türkische Alphabet“ nicht weit genug, da es eine Mischschrift darstellte, so dass er einige Änderungen vornahm. Das „Neue türkische Alphabet“ (Yeni Türk alfabesi) wurde nach der Veröffentlichung 1927 gut aufgenommen und löste bereits 1928 die bis dahin übliche arabische Schrift ab. Es war sehr einfach zu erlernen und vereinfachte die Alphabetisierung erheblich. 1928 beschloss man die Einrichtung von Nationalschulen (Millet Mektepleri), um auch der erwachsenen Bevölkerung die Schrift zu vermitteln. Bereits ein Jahr später hatten sich mehr als eine Million Bürger eingeschrieben. Bis 1933 wurden mehr als 1,2 Millionen Diplome ausgegeben. Auch die Zahl der herausgegebenen Bücher stieg ab 1934 sprunghaft an. Die Lateinschrift diente dem Staat auch dazu, der islamischen Geistlichkeit das Bildungsmonopol endgültig zu entziehen.
| A B C Ç D E F G Ğ H I İ J K L M N O Ö P R S Ş T U Ü V Y Z – (Â Î Û) |
| a b c ç d e f g ğ h ı i j k l m n o ö p r s ş t u ü v y z – (â î û) |

Im Neuen türkischen Alphabet gibt es keine vom Lateinischen abweichenden Buchstaben, lediglich Zusatzzeichen, die größtenteils auch aus Alphabeten anderer Nationalsprachen bekannt sind. Eine Besonderheit ist jedoch, dass das I, der ungerundete geschlossene Vorderzungenvokal, auch in der Großschreibung einen Punkt trägt (İ). Dies dient der Unterscheidung vom ungerundeten geschlossenen Hinterzungenvokal [ɯ], der dem westlichen I ähnelt, aber immer ohne Punkt geschrieben wird: ı, I.
1990 fand in Ankara ein Gipfel aller türkischsprachigen Kultusminister Zentralasiens und des Kaukasus statt. Dabei regte die damalige türkische Regierung an, dass die großen Turkvölker der UdSSR das Türkei-türkische Alphabet im Laufe von 15 Jahren für ihre Staaten übernehmen bzw. zur Grundlage einer Eigenentwicklung nehmen sollten. Die kleineren turkstämmigen Völkerschaften sollten dann zu einem späteren (nicht näher definierten) Zeitpunkt dieses Alphabet ebenfalls übernehmen. Hierunter fielen auch Bevölkerungsteile, die bereits vor der Kyrillisierung durch die Russen schon einmal Latein geschrieben hatten. Die Akzeptanz der Beschlüsse war allgemein hoch, man stand der lateinischen Schrift positiv gegenüber. Sie bedeutete für die jungen Staaten Zentralasiens, sich mit der Einführung eines „westlichen“ Schriftsystems über die Türkei zum Westen hin- und von der untergehenden Sowjetunion abzuwenden.
So führte das der Türkei direkt benachbarte Aserbaidschan bereits im Dezember 1991 das – um fünf Zusatzzeichen ergänzte – Türkei-türkische Alphabet verbindlich ein, das ebenfalls „Neues türkisches Alphabet“ genannt wurde. Der Gebrauch der kyrillischen Schrift wurde von der aserbaidschanischen Staatsführung allerdings weiterhin geduldet; man begründete dies mit der russischen Minderheit im Land.
Auch die 1944 von der Krim vertriebenen Krimtataren führten in den 2000er Jahren eine Variante des Türkei-türkischen Alphabetes ein. Inzwischen werden diese latein-basierten Alphabete von allen diesen Völkern als „Neues türkisches Alphabet“ bezeichnet – ganz gleich, ob es sich um eine Übernahme einer überarbeiteten Version des Türkei-türkischen Alphabets oder um eine Eigenentwicklung handelte. Im Westen spricht man von modifizierten lateinischen Alphabeten, die der betreffenden Sprache lautlich angepasst wurden.

### Modernere Entwicklung
Die Zusammenfassung der leicht voneinander abweichenden Alphabete zeichnet sich bereits ab. Auf der Konferenz des Ständigen Rates wurde 1994 ein Musteralphabet vorgestellt, das „Gemeinschaftliche türkische Alphabet“ (türkisch Ortak türkçe alfabesi), aus dem die neuen Schriftsysteme der Turkstaaten gebildet werden sollten.
Für die usbekische Sprache wurde ursprünglich aus diesem Musteralphabet ein neues Alphabet entwickelt. Jedoch entschied sich Usbekistan noch im Laufe desselben Jahres als einziger Turkstaat für einen gänzlich anderen Weg und entwarf aus dem lateinischen Standardalphabet eine eigene Schriftvariante. Dabei wurden nicht die türkischen Sonderzeichen übernommen, um turksprachige Besonderheiten auszudrücken, sondern eigenständige Sonderzeichen (oʻ und gʻ) eingeführt. Für die ebenfalls in Usbekistan beheimatete karakalpakische Sprache wurde 1997 auch ein neues lateinisches Alphabet angenommen, das sich am neuen usbekischen Alphabet orientiert.
Turkmenistan hat 1995 das kyrillische Alphabet durch das lateinische ersetzt, siehe Turkmenisches Alphabet. Die Tataren in Russland schrieben seit 2001 wieder lateinisch. Allerdings musste die tatarische Regierung diesen Beschluss bereits 2004 wieder zurücknehmen, da Russland seinen Teilrepubliken als einziges verbindliches Alphabet das kyrillische vorschreibt.

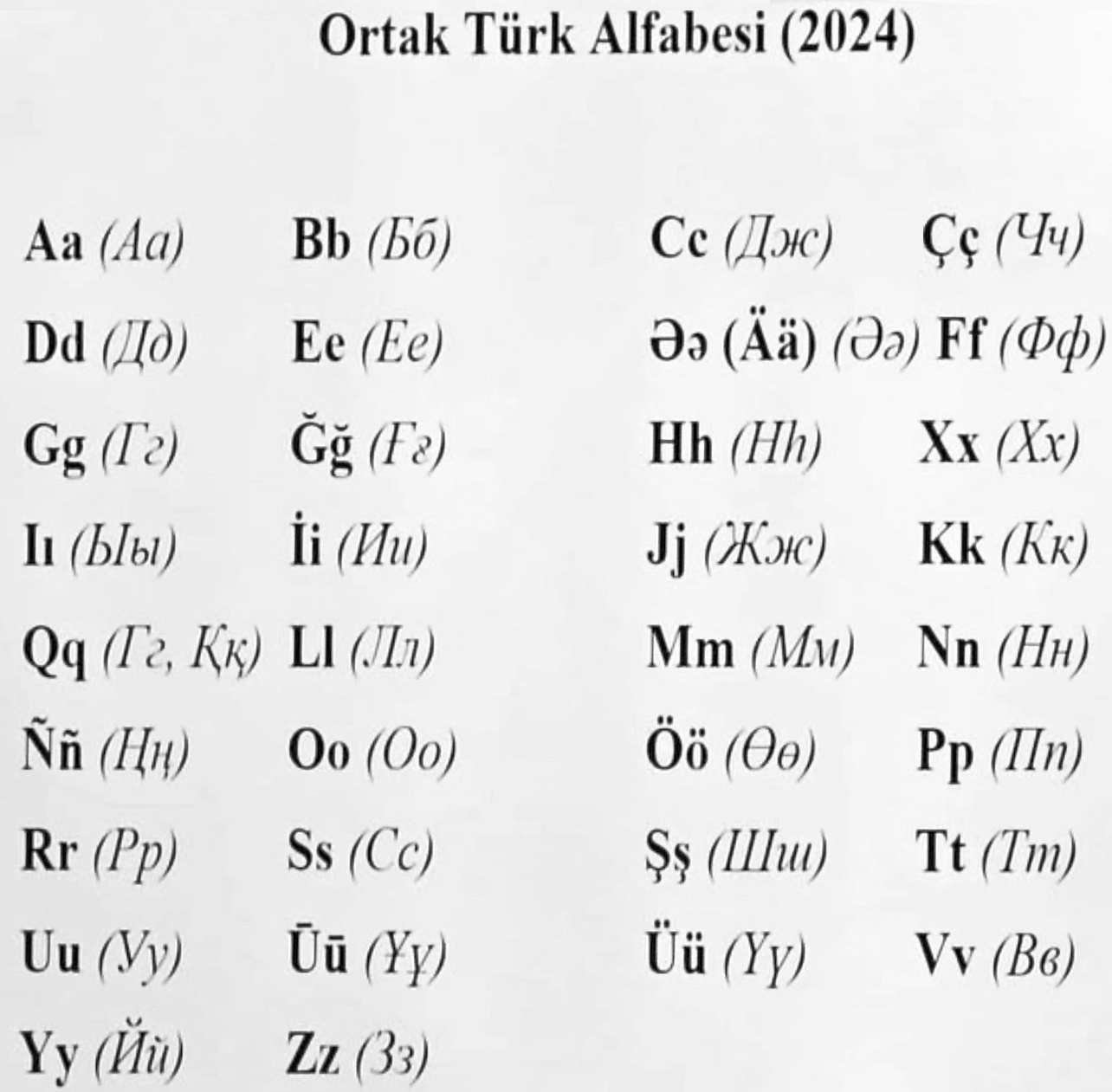
Gemeinsames Turkalphabet mit 34 Buchstaben gemäß Expertenvorschlag vom 10. September 2024

Eine Kommission der Kultusministerien der Staaten Kasachstan und Kirgisistan entwarf aus Kostengründen für beide Staaten ein einheitliches kasachisch-kirgisisches Lateinalphabet. Anfang 2005 führte die staatliche kasachische Nachrichtenagentur dieses lateinische Alphabet neben dem kyrillischen ein. Im Dezember 2012 gab die kasachische Regierung bekannt, dass die Einführung des lateinischen Alphabetes bis 2015 vollzogen sein wird, was jedoch nicht gelang. Am 27. Oktober 2017 wies der kasachische Präsident Nursultan Nasarbajew seine Regierung erneut an, bis 2025 das kyrillische durch das lateinische Kasachische Alphabet zu ersetzen. Die nach der Unabhängigkeit Kirgisistans diskutierte Umstellung der kirgisischen Schriftsprache wurde letztendlich doch nicht vollzogen.
Am 10. September 2024 einigten sich Experten aus den Turkstaaten in einer Konferenz in Baku auf ein gemeinsames Turkalphabet mit 34 Buchstaben und empfahlen dessen Einführung durch die relevanten Institutionen (dieses Alphabet ist somit bisher nirgendwo offiziell eingeführt). Damit sollen Verständigung und Zusammenarbeit der Turkvölker gestärkt werden. Das Alphabet enthält sämtliche Grundbuchstaben des lateinischen Alphabets bis auf W (also auch die im türkischen Alphabet nicht enthaltenen Buchstaben Q und X).